# Komisja Finansów Publicznych

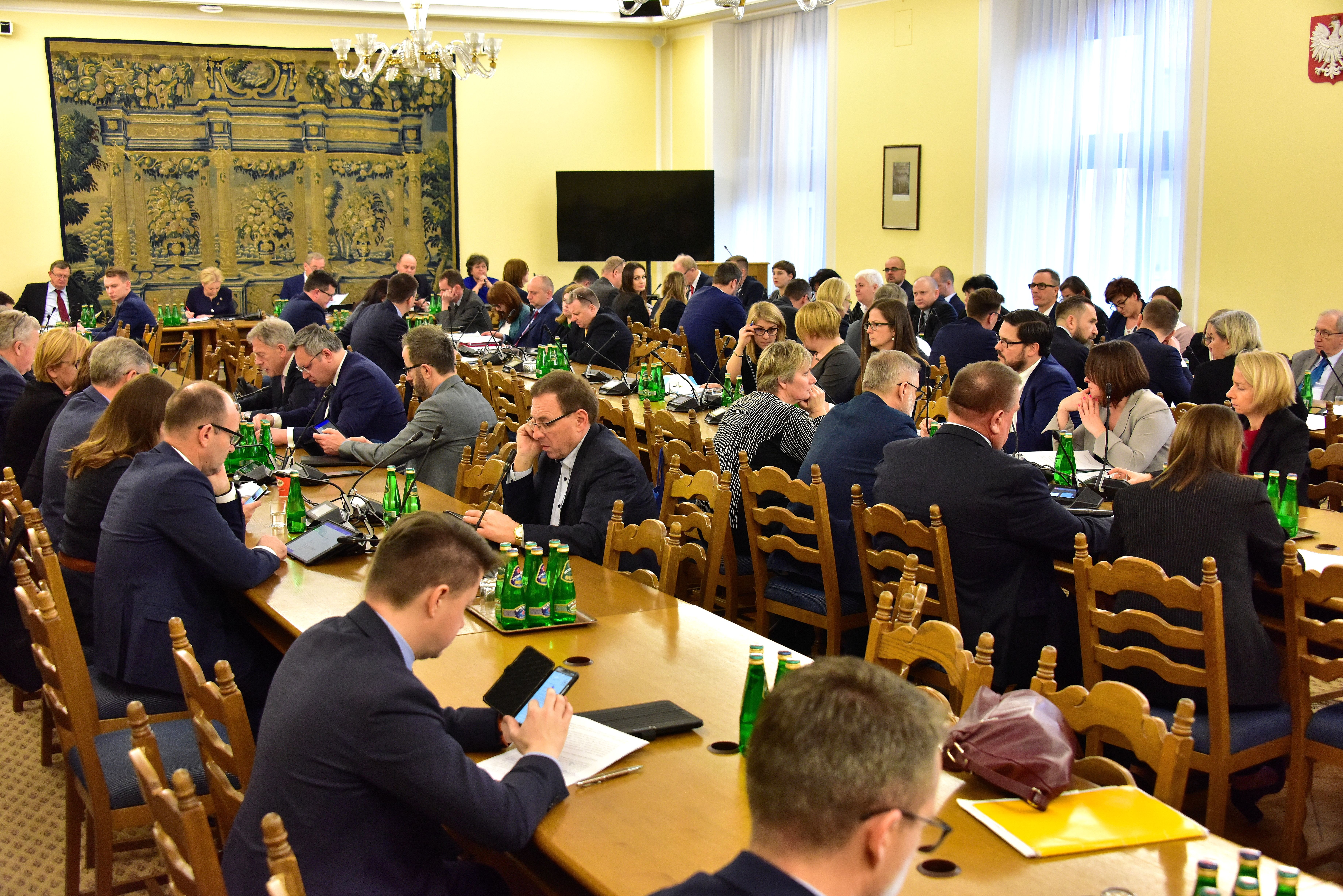
Posiedzenie Komisji Finansów Publicznych w sali im. Konstytucji 3 Maja (2020)

Komisja Finansów Publicznych (skrót: FPB) – jedna ze stałych komisji sejmowych. Do jej zadań należą sprawy systemu pieniężnego, kredytowego i podatkowego, płac i dochodów, budżetu i planów finansowych państwa, funduszy celowych, agencji i fundacji z udziałem Skarbu Państwa, ubezpieczeń majątkowych oraz ceł i statystyki.

## SejmX kadencji

### Prezydium
- Janusz Cichoń (KO) – przewodniczący,
- Zofia Czernow (KO) – zastępca przewodniczącego,
- Rafał Kasprzyk (PL2050 – TD) – zastępca przewodniczącego,
- Agnieszka Kłopotek (PSL – TD) – zastępca przewodniczącego,
- Henryk Kowalczyk (PiS) – zastępca przewodniczącego,
- Krystyna Skowrońska (KO) – zastępca przewodniczącego,
- Marek Sowa (KO) – zastępca przewodniczącego,
- Tomasz Trela (Lewica) – zastępca przewodniczącego.

### Podkomisje
- Podkomisja stała do kontroli realizacji budżetu (FPB01S)[1]
  - Andrzej Kosztowniak (PiS) – przewodniczący
- Podkomisja stała do monitorowania systemu podatkowego (FPB02S)[2]
  - Katarzyna Kierzek-Koperska (KO) – przewodnicząca
- Podkomisja stała do spraw instytucji finansowych (FPB03S)[3]
  - Krystyna Skowrońska (KO) – przewodnicząca
- Podkomisja stała do monitorowania wykorzystania środków unijnych (FPB04S)[4]
  - Sylwester Tułajew (PiS) – przewodniczący
- Podkomisja nadzwyczajna do rozpatrzenia obywatelskiego projektu ustawy o zmianie ustawy o sposobie ustalania najniższego wynagrodzenia zasadniczego niektórych pracowników zatrudnionych w podmiotach leczniczych (ZDR01N)[5][6]
  - Elżbieta Gelert (KO) – przewodnicząca
- Podkomisja nadzwyczajna do rozpatrzenia senackiego projektu ustawy o zmianie ustawy o zaopatrzeniu emerytalnym funkcjonariuszy Policji, Agencji Bezpieczeństwa Wewnętrznego, Agencji Wywiadu, Służby Kontrwywiadu Wojskowego, Służby Wywiadu Wojskowego, Centralnego Biura Antykorupcyjnego, Straży Granicznej, Straży Marszałkowskiej, Służby Ochrony Państwa, Państwowej Straży Pożarnej, Służby Celno-Skarbowej i Służby Więziennej oraz ich rodzin (FPB01N)[7]
  - Joanna Frydrych (KO) – przewodnicząca
- Podkomisja nadzwyczajna do rozpatrzenia rządowego projektu ustawy o zmianie ustawy o świadczeniach opieki zdrowotnej finansowanych ze środków publicznych oraz niektórych innych ustaw (FPB03N)[8][9]
  - Krystyna Skowrońska (KO) – przewodnicząca
- Podkomisja  nadzwyczajna do rozpatrzenia rządowego projektu ustawy o dochodach jednostek samorządu terytorialnego (FPB02N)[10][11]
  - Marek Sowa (KO) –  przewodniczący

## Prezydium Komisji wSejmie IX kadencji
- Henryk Kowalczyk (PiS) – przewodniczący,
- Tadeusz Cymański (PiS) – zastępca przewodniczącego,
- Andrzej Kosztowniak (PiS) – zastępca przewodniczącego,
- Izabela Leszczyna (KO) – zastępca przewodniczącego,
- Gabriela Masłowska (PiS) – zastępca przewodniczącego,
- Krystyna Skowrońska (KO) – zastępca przewodniczącego[12].

## Prezydium Komisji wSejmie VIII kadencji
- Andrzej Szlachta (PiS) – przewodniczący
- Janusz Cichoń (PO) – zastępca przewodniczącego
- Grzegorz Długi (Kukiz’15) – zastępca przewodniczącego
- Paulina Hennig-Kloska (N) – zastępca przewodniczącego
- Gabriela Masłowska (PiS) – zastępca przewodniczącego
- Krystyna Skowrońska (PO) – zastępca przewodniczącego
- Jan Szewczak (PiS) – zastępca przewodniczącego

## Prezydium Komisji wSejmie VII kadencji
- Dariusz Rosati (PO) – przewodniczący (do 2014)
- Krystyna Skowrońska (PO) – zastępca przewodniczącego (od 2014 przewodnicząca)
- Sławomir Kopyciński (Ruch Palikota) – zastępca przewodniczącego
- Jan Łopata (PSL) – zastępca przewodniczącego
- Jakub Szulc (PO) – zastępca przewodniczącego
- Beata Szydło (PiS) – zastępca przewodniczącego

## Prezydium Komisji wSejmie VI kadencji
- Paweł Arndt (PO) – przewodniczący (od 22 października 2009),
- Zbigniew Chlebowski (PO) – przewodniczący (do 22 października 2009)
- Krystyna Skowrońska (PO) – zastępca przewodniczącego
- Beata Szydło (PiS) – zastępca przewodniczącego (od 6 maja 2010)
- Aleksandra Natalli-Świat (PiS) – zastępca przewodniczącego (do 10 kwietnia 2010)
- Anita Błochowiak (Lewica, SLD) – zastępca przewodniczącego
- Jan Łopata (PSL) – zastępca przewodniczącego

## Prezydium Komisji wSejmie V kadencji
- Aleksandra Natalli-Świat (PiS) – przewodnicząca
- Zbigniew Chlebowski (PO) – zastępca przewodniczącego
- Stanisław Ożóg (PiS) – zastępca przewodniczącego
- Renata Rochnowska (Samoobrona RP) – zastępca przewodniczącego
- Stanisław Stec (SLD) – zastępca przewodniczącego

## Prezydium Komisji wSejmie IV kadencji
- Mieczysław Czerniawski (SLD) – przewodniczący
- Wiesław Ciesielski (SLD) – zastępca przewodniczącego
- Elżbieta Romero (SDPL) – zastępca przewodniczącego
- Leszek Świętochowski (PSL) – zastępca przewodniczącego

## Prezydium Komisji wSejmie III kadencji
- Paweł Arndt (AWS) – przewodniczący
- Mieczysław Czerniawski (SLD) – zastępca przewodniczącego
- Mirosław Pietrewicz (PSL) – zastępca przewodniczącego
- Andrzej Wielowieyski (UW) – zastępca przewodniczącego